# Боженци (защитена местност)
Боженци е защитена местност в България. Намира се в землището на селата Боженците и Бижовци, област Габрово.
Защитената местност е с площ 227,1 ha. Обявена е на 17 ноември 1975 г. с цел опазване на характерна смесена широколистна гора.
В защитената местност се забраняват:
- сечене, чупене, изкореняване, обелване на цели дървета или части от тях, дълбаене подписи, засичане, боядисване, забиване на гвоздей, както и всякакви действия, които водят до повреждане или унищожение на растителността;
- пашата на добитък от всякакъв вид и през всякакво време;
- палене на огън извън определените за тази цел места;
- преследване, ловене и убиване на всякакви животни, а така също събиране и унищожаване яйцата на птиците и повреждане гнездата им;
- ловуването и гърменето с огнестрелно оръжие и други средства;
- замърсяване на водите в изворите, реките, езерата и изкуствените басейни;
- повреждането или разрушаване чрез къртене, копаене, драскане по скалите или скалните образувания, намиращи се на границите на обекта;
- повреждане на съществуващите пътища, или отваряне на нови такива, както и преминаването на каквито и да било превозни средства по алеите определени за пешеходци;
- копаене и вадене на пясък, глина и събиране на почвената покривка;
- повреждането по какъвто и да е начин на съществуващите държавни и обществени постройки;
- строеж на сгради и пътища, извън местата определени за тази цел с плана за благоустрояването на защитените местности;
- повреждането и унищожаването по какъвто и да е начин служебните надписи, табели, пътеводни знаци и други съоръжения, както и поставянето на нови такива без разрешението на съответните горски стопанства.[1]

Разрешават се:
- залесяване на голите площи;
- стопанисването на селскостопанските земи по досегашния начин;
- бране на някои растения с научна цел в ограничени количества;
- извеждане на санитарни, отгледни или формировъчни сечи;
- във вечнозелените насаждения на горите да се извеждат изборна, групово-изборна и постепенна сечи с удължен период на възобновяване;
- в насаждения предвидени за реконструкция, залесяванията да се извършват с ценни от горско-стопанско и украсено гледище дървесни видове с мозаична структура на културите с оглед разнообразяването на ландшафта;
- размерът на ползването и режимът да се провеждат така, че защитните, украсните и стопанските им функции да се подобряват.[1]